# يو إف سي 201
يو إف سي 201: لولر ضد وودلي (بالإنجليزية: UFC 201: Lawler vs. Woodley)‏ هو حدث لفنون القتال المختلطة نظمته يو إف سي، أُقيم في 30 يوليو 2016، على ستيت فارم أرينا في أتلانتا، جورجيا، الولايات المتحدة.